# Junatsite
Junatsite (bulgariska: Юнаците) är ett distrikt i Bulgarien.   Det ligger i kommunen Obsjtina Pazardzjik och regionen Pazardzjik, i den centrala delen av landet, 90 km sydost om huvudstaden Sofia.
Trakten runt Junatsite består till största delen av jordbruksmark. Runt Junatsite är det ganska tätbefolkat, med 192 invånare per kvadratkilometer.